# 坦海姆山脈

坦海姆山脈是奧地利的山脈，屬於阿爾高阿爾卑斯山脈的一部分，橫跨巴伐利亞和蒂羅爾州，最高點海拔高度2,238米，名稱取自城鎮坦海姆。
47°31′N 10°35′E / 47.517°N 10.583°E